# Dvorska (Serbia)
Dvorska (cyr. Дворска) – wieś w Serbii, w okręgu maczwańskim, w gminie Krupanj. W 2011 roku liczyła 891 mieszkańców.